# Paracycnotrachelus cygneus
Paracycnotrachelus cygneus is een keversoort uit de familie bladrolkevers (Attelabidae). De wetenschappelijke naam van de soort werd in 1801 gepubliceerd door Johann Christian Fabricius.